# Nikolái Kondratenko
Nikolái Ignátovich Kondratenko (en ruso: Никола́й Игна́тович Кондрате́нко, Plastunóvskaya, 16 de febrero de 1940 − Krasnodar, 23 de noviembre de 2013) fue un político soviético y ruso. Fue miembro del Consejo de la Federación y Jefe de la Administración (Gobernador) del krai de Krasnodar (1997-2001).

## Biografía
Nació en Plastunóvskaya, en raión de Dinskaya del krai de Krasnodar de la República Socialista Federativa Soviética de Rusia, en la Unión Soviética el 16 de febrero de 1940. Finalizó sus estudios en el Instituto Agrícola del Kubán de Krasnodar en 1966. Entró en la Escuela Superior del Partido de Rostov, obteniendo el grado de Candidato en Ciencias Agrícolas. 
Comenzó a trabajar ese mismo año como agrónomo en el koljós Krásnaya Zvezdá, del que sería vicepresidente. Entre 1969 y 1082 desarrolló trabajos del Partido como segundo secretario del comité de distrito del Partido Comunista de la Unión Soviética del raión de Dinskaya, instructor del comité territorial del Partido en Krasnodar y como primer secretario del comité de distrito del raión de Dinskaya. Entre 1984 administra el departamento de agricultura como segundo secretario del comité territorial del Partido en Krasnodar. De 1987 a 1990 fue presidente del comité ejecutivo del consejo territorial de diputados populares de Krasnodar. 
En 1989 fue elegido diputado del pueblo de la URSS, dentro del grupo Soyuz de los diputados comunistas. En 1990 fue elegido diputado del pueblo y presidente del consejo territorial de Krasnodar, puesto del que es destituido en agosto de 1991 por decisión de la Presidencia del Soviet Supremo de la RSFSR por su apoyo a la tentativa de la "Banda de los ocho" de realizar un golpe de Estado en la Unión Soviética. Contra él fue instruida una causa de acuerdo al artículo 64 del Código Penal de la RSFSR "Por traición a la Patria", que un año después sería reconocida como ilegal y anulada.
Posteriormente trabajó como director de la fábrica de software Krasnodarsteklo, como director general de la empresa Rezerv-Tabak, como director adjunto de la AO Kubangazprom, como primer suplente del director general de la sociedad por acciones Kubán, en la sociedad Krasnodarglavnab. 
En abril de 1993 fue elegido diputado del pueblo de la Federación Rusa. En diciembre de 1993 fue elegido para el Consejo de la Federación, como miembro del Comité de política agraria. A principios de 1994, junto con el diputado de la Duma Estatal Serguéi Glotov fue uno de los organizadores del movimiento Otechestvo en el Kubán, en cuya composición entraron el partido comunista y nacional-patriótico y otros movimientos del krai de Krasnodar. En 1994 y 1998 este movimiento obtuvo la mayoría de diputados en la Asamblea Legislativa del krai de Krasnodar. En diciembre de 1996 venció en las elecciones a jefe de la administración o gobernador del krai de Krasnodar con un 82 % de los sufragios con el apoyo de su partido, el PCUS y el movimiento Otechestvo. De enero de 1997 a enero de 2001 ejerció el cargo, que le convirtió en miembro del Consejo de la Federación, como miembro del comité de presupuesto, a cargo de la política fiscal, la regulación financiera, de divisas y aduanera y la actividad bancaria. En el año 2000 se negó a participar en las siguientes elecciones. De enero de 2001 a diciembre de 2003 fue representante en el Consejo de la Federación de la administración del krai, como miembro del Comité de política agraria.
El 7 de diciembre de 2003 fue elegido para la Duma Estatal de la Federación Rusa por la lista federal del Partido Comunista de la Federación Rusa, entrando en el comité de asuntos agrarios. En 2005 firmó, junto con otros ciudadanos, la carta 5000, de carácter antisemita. A partir del 30 de enero de 2008 ejerce nuevamente como miembro del Consejo de la Federación, donde representa a la Asamblea legislativa del krai de Krasnodar.
Fue famoso por su fuerte apoyo y promoción de los valores tradicionales y de la cultura cosaca. El Grupo Moscú Helsinki condena a Kondratenko por haber apoyado oficialmente la xenofobia en el krai durante su mandato.
Falleció en Krasnodar el 23 de noviembre de 2013 a los 73 años.